# جان لامبرت
جان لامبرت (انگلیسی: John Lambert; ۲۸ آوریل ۱۷۷۲ – ۱۴ سپتامبر ۱۸۴۷) فرد نظامی اهل پادشاهی متحد بریتانیای کبیر و ایرلند بود. وی همچنین برندهٔ جوایزی همچون نشان حمام شده‌است.